# Стоян Чочков
Стоян (Стойчо, Стойче) Иванов Чочков е български офицер и революционер, деец на Вътрешната македоно-одринска революционна организация.

## Биография
Стойчо Чочков е роден през 1887 година в гевгелийското село Серменин, тогава в Османската империя. Завършва ІІ гимназиален клас. Присъединява се към ВМОРО и действа като гевгелийски войвода на ВМОРО и действа срещу сръбската въоръжена пропаганда в района. Арестуван е от турската власт през 1907 година, но е амнистиран след Младотурската революция през следващата 1908 година.
През 1912 година Стойчо Чочков е секретар в четата на Коста Христов Попето. Четата е екипирна от върховистите на Стефан Николов. Скоро след това повторно е самостоятелен войвода в Гевгелийско.
При избухването на Балканската война в 1912 година е доброволец в Македоно-одринското опълчение първоначално като войвода в чета, по-късно е в четата на Ичко Димитров, в 3 рота на 14 воденска дружина и през Междусъюзническата война в Сборната партизанска рота на МОО.
След войните през пролетта на 1914 година продължава да действа с чета в родното си Гевгелийско, а през Първата световна война с чин старши подофицер действа в партизанската рота на Никола Лефтеров.
След войната подкрепя федералисткото крило в революционното движение. На 17 ноември 1922 година федералистът Григор Циклев убива дееца на ВМРО Велин Алайков, участник в преговорите между ВМРО и враждебното ѝ земеделско правителство на Александър Стамболийски. Циклев заедно с Чочков Тодор Паница, Стоян Мишев, Кирил Попиванов, и още тридесетина дейци на МФО се изтеглят на територията на Гърция с разрешение на гръцките власти.
Брат му Петър Чочков е убит на 20 март 1923 година от дейци на ВМРО заедно с Христо Стоименов от Горна Рибница и Христо Стоименов Железнички.